# Нуадибу
Нуади́бу (араб. نواذيبو‎), ранее Порт-Этье́нн (фр. Port-Étienne) — город на северо-западе Мавритании. Административный центр области Дахлет-Нуадибу.

## География
Расположен на берегу Атлантического океана, на восточном побережье мыса Кап-Блан (Рас-Нуадибу), примерно в 450 км к северу от Нуакшота. Западная часть мыса Рас-Нуадибу принадлежит Западной Сахаре. Город является крупным центром рыболовства.

## Транспорт
В 1963 году был построен грузовой порт, соединённый железной дорогой с месторождениями железной руды в районе города Фдерик в Сахаре (около 670 км). Вблизи города расположен Международный аэропорт Нуадибу. Нуадибу соединён с Нуакшотом автомобильной дорогой RN2, кроме того, автомобильное шоссе соединяет город с границей Западной Сахары, примерно в 70 км к северу.
Нуадибу является популярной отправной точкой для африканских мигрантов, которые пытаются достичь на различных плавсредствах Канарских островов. Этот опасный маршрут становится популярным начиная с 2006 года, когда миграционный контроль значительно усилился на побережье Марокко, а также вокруг испанских анклавов Сеута и Мелилья.

## Население
По данным официальной переписи 2001 года численность населения города составляла 113 400 человек. Это делает Нуадибу третьим по величине городом страны (после Нуакшота и Киффы).
Динамика численности населения города по годам:
| 1988   | 1997   | 1998   | 2001    | 2013    | 2023    |
| ------ | ------ | ------ | ------- | ------- | ------- |
| 59 198 | 92 800 | 97 600 | 113 400 | 118 167 | 173 525 |